# 上海协和国际外籍人员子女学校
31°14′N 121°35′E / 31.233°N 121.583°E
上海协和国际外籍人员子女学校（英語：Concordia International School in Shanghai），原称上海协和国际学校，是一所位於中国上海浦东的私立基督教国际学校， 它成立于1998年 ，是密苏里路德会的一部分 。

## 事件
2018年，在上海市民办中芯学校发生食品安全丑闻后，金巴斯集團旗下子公司Eurest被曝在學校食堂提供過期食物給學生。上海市食品药品监督管理局於是对Eurest在上海其他學校經營的食堂进行调查。上海市食品药品监督管理局在上海协和国际外籍人员子女学校餐厅里发现了一瓶过期调味料，并在附近的垃圾桶中发现了过期的面包。上海协和国际外籍人员子女学校被勒令终止与Eurest的合作关系。 

## 國際參與
上海协和国际外籍人员子女学校是亚太地区活动会议的成员，该組織負責为中国大陸，香港，越南，日本，韩国和菲律宾的国际学校間举办體育比赛。 
上海协和国际外籍人员子女学校得到西部学校和学院协会的认可。 此外，上海协和国际外籍人员子女学校还是中蒙国际学校协会（ACAMIS）和EARCOS等协会的成员。       